# EPUB
EPUB (скорочено від англ. electronic publication), альтернативні варіанти запису: ePub, ePUB, EPub, чи epub) — відкритий стандарт формату електронних книг від International Digital Publishing Forum (IDPF). Файли мають розширення .epub.

## Загальні відомості
Файли в цьому форматі мають розширення .epub. Формат дозволяє видавцям виробляти та розповсюджувати цифрову публікацію в одному файлі, забезпечуючи сумісність між програмним і апаратним забезпеченням, необхідним для відтворення цифрових книг та інших публікацій з плаваючою версткою.
ZIP-архів контейнера ePub містить тексти у форматах XHTML, HTML або PDF, опис видання у XML, поруч у папках — графіка, включаючи векторну (SVG), і вбудовані шрифти, таблиці стилів і т. д. Початковий варіант — Open eBook Publication Structure або «OEB» був задуманий в 1999 році, офіційний реліз ePub — 2007, а оновлення (2.0.1) було затверджено у вересні 2010 року.

## Програмне забезпечення
- iBooks (iPhone)
- sReader (iPhone)
- Moon+ Reader (Android)
- AlReader2 (Windows)

## Зноски
1. ↑  EPUB 3.3 specification. IDPF. Процитовано 27 травня 2023.
2. ↑  EPUB 3.0.1 Specs. idpf.org. Архів оригіналу за 23 грудня 2016. Процитовано 13 грудня 2016.